# Puchar Pięciu Narodów 1922
Puchar Pięciu Narodów 1922 – ósma edycja Pucharu Pięciu Narodów, corocznego turnieju w rugby union rozgrywanego pomiędzy pięcioma najlepszymi zespołami narodowymi półkuli północnej, która odbyła się pomiędzy 2 stycznia a 8 kwietnia 1922 roku. Wliczając turnieje w poprzedniej formie, od czasów Home Nations Championship, była to trzydziesta piąta edycja tych zawodów. W turnieju zwyciężyła Walia.
Zgodnie z ówczesnymi zasadami punktowania dropgol był warty cztery punkty, podwyższenie dwa, natomiast przyłożenie i pozostałe kopy trzy punkty.

## Mecze
| 2 stycznia 1922 | Francja        | 3:3(3:3) | Szkocja        | Stade Olympique Yves-du-Manoir, Colombes Widzów: 37 000 Sędzia: Harold Harrison |
| 2 stycznia 1922 | Jauréguy 3 (P) | 3:3(3:3) | Browning 3 (P) | Stade Olympique Yves-du-Manoir, Colombes Widzów: 37 000 Sędzia: Harold Harrison |

| 21 stycznia 1922 | Walia | 28:6(17:3) | Anglia               | Cardiff Arms Park, Cardiff Widzów: 35 000 Sędzia: James Tennent |
| 21 stycznia 1922 | Bowen 3 (P) Delahay 3 (P) Evans 3 (P) David Hiddlestone 3 (P) Palmer 3 (P) Parker 3 (P) Richards 3 (P) Whitfield 3 (P) Rees 4 (2pd) | 28:6(17:3) | Day 3 (P) Lowe 3 (P) | Cardiff Arms Park, Cardiff Widzów: 35 000 Sędzia: James Tennent |

| 4 lutego 1922 | Szkocja            | 9:9 | Walia                                  | Inverleith, Edynburg Widzów: 25 000 Sędzia: Richard Lloyd |
| 4 lutego 1922 | Browning 9 (2P, K) | 9:9 | Bowen 3 (P) Samuel 2 (pd) Evans 4 (dg) | Inverleith, Edynburg Widzów: 25 000 Sędzia: Richard Lloyd |

| 11 lutego 1922 | Irlandia     | 3:12(3:6) | Anglia                                                        | Lansdowne Road, Dublin Sędzia: James Tennent |
| 11 lutego 1922 | Wallis 3 (P) | 3:12(3:6) | Gardner 3 (P) Lowe 3 (P) Maxwell-Hyslop 3 (P) Smallwood 3 (P) | Lansdowne Road, Dublin Sędzia: James Tennent |

| 25 lutego 1922 | Anglia                     | 11:11(6:0) | Francja                                                        | Twickenham Stadium, Londyn Widzów: 40 000 Sędzia: James Tennent |
| 25 lutego 1922 | Voyce 3 (P) Day 8 (pd, 2K) | 11:11(6:0) | Cassayet-Armagnac 3 (P) Got 3 (P) Lasserre 3 (P) Crabos 2 (pd) | Twickenham Stadium, Londyn Widzów: 40 000 Sędzia: James Tennent |

| 25 lutego 1922 | Szkocja                   | 6:3(0:3) | Irlandia     | Inverleith, Edynburg Sędzia: T. Schofield |
| 25 lutego 1922 | Bryce 3 (P) Liddell 3 (P) | 6:3(0:3) | Clarke 3 (P) | Inverleith, Edynburg Sędzia: T. Schofield |

| 11 marca 1922 | Walia                                      | 11:5(3:0) | Irlandia                   | St. Helens Ground, Swansea Widzów: 40 000 Sędzia: J. Sturrock |
| 11 marca 1922 | Evans 3 (P) Whitfield 6 (2P) Samuel 2 (pd) | 11:5(3:0) | Stokes 3 (P) Wallis 2 (pd) | St. Helens Ground, Swansea Widzów: 40 000 Sędzia: J. Sturrock |

| 18 marca 1922 | Anglia                                 | 11:5(0:5) | Szkocja                    | Twickenham Stadium, Londyn Widzów: 40 000 Sędzia: Richard Lloyd |
| 18 marca 1922 | Davies 3 (P) Lowe 6 (2P) Conway 2 (pd) | 11:5(0:5) | Dykes 3 (P) Bertram 2 (pd) | Twickenham Stadium, Londyn Widzów: 40 000 Sędzia: Richard Lloyd |

| 23 marca 1922 | Francja        | 3:11 | Walia                                                     | Stade Olympique Yves-du-Manoir, Colombes Widzów: 35 000 Sędzia: R. Harland |
| 23 marca 1922 | Jauréguy 3 (P) | 3:11 | Cummings 3 (P) Evans 3 (P) Whitfield 3 (P) Jenkins 2 (pd) | Stade Olympique Yves-du-Manoir, Colombes Widzów: 35 000 Sędzia: R. Harland |

| 8 kwietnia 1922 | Irlandia                          | 8:3(5:0) | Francja      | Lansdowne Road, Dublin Widzów: 40 000 Sędzia: James Tennent |
| 8 kwietnia 1922 | Stephenson 3 (P) Wallis 5 (pd, K) | 8:3(5:0) | Pascot 3 (P) | Lansdowne Road, Dublin Widzów: 40 000 Sędzia: James Tennent |

## Inne nagrody
- Calcutta Cup –  Anglia (po zwycięstwie nad Szkocją)